# Proteína retinilideno
Proteínas retinilideno são proteínas que utilizam o retinal como cromóforo para a recepção de luz. São a base molecular de vários sistemas, desde a fototaxia em flagelados até à perceção visual em animais. As proteínas retinilideno incluem todas as formas de opsinas e rodopsina sentido amplo). Embora rodopsina no sentido estrito se refira a um pigmento pigmento visual para pouca luz nos vertebrados, geralmente dos bastonetes da retina, rodopsina no sentido lato do termo (tal como aqui utilizado) refere-se a qualquer molécula que consiste numa opsina e num cromóforo da retina no estado fundamental. Quando ativado pela luz, o cromóforo isomeriza e nessa altura toda a molécula já não é uma rodopsina, mas uma molécula relacionada, como a metarodopsina. No entanto, não deixa de ser uma proteína retinilideno. O cromóforo separa-se então da opsina, e então a opsina, por si só, é uma proteína retinilideno. Assim, a molécula permanece como uma proteína retinilideno durante todo o ciclo de fototransdução.

## Estrutura
Todas as rodopsinas são constituídas por dois componentes, uma proteína e um co-factor não proteico ligado reversivelmente covalentemente, retinal (retinaldeído). A estrutura da proteína rodopsina consiste num feixe de sete hélices transmembranares que formam uma bolsa interna na qual se liga o cromóforo fotorreativo. Forma uma superfamília com outros recetores ligados à membrana contendo sete domínios transmembranares, como os recetores de odor e quimiocina.

## Mecanismo e recepção da luz
Em vez de serem ativadas por ligantes químicos que se ligam a elas como em moléculas relacionadas, as rodopsinas contêm retinal, que altera a conformação em resposta à luz através da fotoisomerização e, portanto, são ativadas pela luz. A molécula da retina pode adotar várias formas isoméricas cis-trans, tais como all-trans, 11-cis e 13-cis. A fotoisomerização (isomerização dependente da luz) da retina de cis para trans ou vice-versa induz uma mudança conformacional na proteína recetora. Esta alteração atua como uma alteração molecular que ativa um mecanismo de transdução de sinal dentro da célula. Dependendo do tipo de rodopsina, esta pode abrir um canal iónico (por exemplo, em bactérias) ou ativar uma proteína G associada e desencadear uma cascata de segundos mensageiros (por exemplo, nos olhos dos animais).

## Tipos de rodopsinas
As proteínas retinilideno ou rodopsinas existem em muitas espécies, desde bactérias a algas e animais. Podem ser divididos em dois tipos com base na sua sequência, bem como no isómero retinal que contêm no estado fundamental e nos seus mecanismos de transdução de sinal.

### Rodopsinas microbianas
Tal como as rodopsinas animais, as rodopsinas microbianas (encontradas nas procariontes e nas algas) contêm um cromóforo retinal e possuem sete hélices alfa transmembranares; no entanto, não estão acoplados a uma proteína G. O cromóforo da retina difere da forma animal 11-cis e é o isómero da retina totalmente trans no estado fundamental, que se isomeriza para 13-cis após activação da luz; O cromóforo é também conhecido como cromóforo do tipo microbiano. São exemplos as rodopsinas sensoriais bacterianas, como a canalrodopsina, bacteriorrodopsina, halorrodopsina, proteorrodopsina, arquerodopsina, heliorrodopsina e xantorodopsina para realizar fototrofia.
Atuam como canais iónicos controlados pela luz e podem ser distinguidos pelo tipo de ião que canalizam. As bacteriorrodopsinas funcionam como uma bomba de protões, enquanto a halorrodopsina actua como uma bomba de cloreto. As suas funções variam desde a fotossíntese bacteriana (bacteriorrodopsina) à condução da fototaxia (canalrodopsinas em flagelados). A transdução de sinal na fototaxia envolve a despolarização da membrana plasmática.
As algas flageladas unicelulares contêm canalrodopsinas que atuam como canais iónicos regulados pela luz quando expressos em sistemas heterólogos. Muitos outros organismos procarióticos e eucarióticos (especialmente fungos como o Neurospora) expressam bombas iónicas de rodopsina ou rodopsinas sensoriais de funções ainda desconhecidas. Muito recentemente, foram descobertas rodopsinas microbianas com atividade guanilil ciclase. Embora todas as rodopsinas bacterianas tenham homologia de sequência significativa entre si, não têm homologia de sequência detetável com a família do receptor acoplado à proteína G (GPCR) à qual pertencem as rodopsinas visuais animais. No entanto, as rodopsinas microbianas e os GPCRs estão possivelmente evolutivamente relacionados, com base na semelhança das suas estruturas tridimensionais. Por isso, foram atribuídos à mesma superfamília na Classificação Estrutural de Proteínas (SCOP).

### Receptores acoplados à proteína G
As proteínas retinilideno no reino animal são também designadas por opsinas. Os vertebrados contêm cinco subfamílias de (rodopsinas e artrópodes contêm três subfamílias. As opsinas pertencem à classe de receptores acoplados à proteína G e ligam-se ao isómero 11- cis  da retina no estado fundamental, que se fotoisomeriza a um todo "trans" retinal quando ativado pela luz. Encontram-se geralmente em órgãos sensíveis à luz, por exemplo, nas células fotorrecetoras da retina dos vertebrados, onde facilitam a perceção visual. As opsinas animais podem também ser encontradas na pele dos anfíbios, nas glândulas pineais dos lagartos e das aves, no hipotálamo dos sapos e no cérebro humano. Podem ser classificados em várias classes, incluindo:
- opsinas visuais (rodopsina clássica e moléculas relacionadas),
- melanopsinass
- peropsinass
- neuropsinas
- encefalopsinas

#### Percepção visual
A "púrpura visual" rodopsina (opsina-2) dos bastonetes da retina dos vertebrados absorve luz azul-esverdeada. As fotopsinas dos cones da retina diferem em alguns aminoácidos, o que resulta numa alteração dos seus espectros de absorção de luz. As três fotopsinas humanas absorvem luz amarelo-esverdeada (fotopsina I), verde (fotopsina II) e azul-violeta (fotopsina III) e são responsáveis pela visão das cores, enquanto a "roxa visual" mais sensível à luz é responsável pela visão monocromática no escuro. A transdução do sinal luminoso envolve uma cascata enzimática de proteínas G (transducina), cGMP fosfodiesterase, o fecho do canal de um catião e, finalmente, a hiperpolarização das células fotorreceptoras visuais.
As rodopsinas visuais dos artrópodes e dos moluscos diferem das proteínas dos vertebrados nas suas vias de transdução de sinal que envolvem as proteínas G, a fosfolipase C e, finalmente, a despolarização da célula fotorreceptora visual.

#### Outros
Outras opsinas encontradas no ser humano são a encefalopsina (ou panopsina, opsina-3), a melanopsina (opsina-4), a neuropsina (opsina-5) e a peropsina. A Melanopsina está envolvida no arrastamento da luz do relógio circadiano nos vertebrados. As encefalopsinas e as neuropsinas são abundantemente expressas nas células nervosas e nos tecidos cerebrais, mas as suas funções ainda não são conhecidas. A peropsina liga-se ao retinal totalmente trans (um cromóforo do tipo micobiano) e pode funcionar como uma fotoisomerase para fazer regressar o retinal à sua forma isomérica 11-cis necessária para a percepção visual.